# Ротару Софія Михайлівна
Софі́я Миха́йлівна Рота́ру (справжнє ім'я Софія Михайлівна Євдокименко-Ротару (при народженні Ротар); нар. 7 серпня 1947, Маршинці, Новоселицький район, Чернівецька область, УРСР, СРСР) — радянська і українська естрадна співачка, акторка, танцюристка та підприємиця молдовського походження. Народна артистка Української РСР (1976). Народна артистка Молдавської РСР (1983). Народна артистка СРСР (1988). Герой України (2002), Національна легенда України (2021). Кавалер молдовського ордену Республіки (1997), нагороджена орденами Святого Миколая-Чудотворця (1998), «Різдва Христового» ІІ ступеня (2007), «Співдружність» (2013).
Репертуар співачки налічує понад 500 пісень українською, російською, румунською, болгарською, сербською, польською, німецькою, французькою, італійською, іспанською та англійською мовами. Творчість співачки характеризується жанровим різноманіттям — починаючи свій творчий шлях із виконання українських та молдовських народних пісень, усю подальшу кар'єру вона вважалася насамперед попспівачкою, при цьому включаючи в пісні елементи року, репу та джазу. Перша з російськомовних виконавиць заспівала речитативом і почала використовувати ритм-комп'ютер у музичному аранжуванні пісень.
Кар'єра співачки на музичній сцені ознаменована як всесоюзним, так і міжнародним успіхом у країнах Східної Європи. Альбоми мільйонними тиражами продавалися у країнах колишнього СРСР та за кордоном. Фан-клуби Ротару були створені у Чехії, Фінляндії, Кореї, Німеччині, Польщі та інших країнах світу. У радянських ЗМІ та суспільстві визнана однією з провідних співачок СРСР. З 1973 по 2021 рік (за винятком 2018 року) була лауреаткою і учасницею фестивалю «Пісня року». У 1970—1980-х роках була однією із лідерів хіт-параду «Звукова доріжка». Лауреатка премії Овація" у спеціальній номінації «Попмузика — метри» (2008).
Є однією з найбільш високооплачуваних співачок у країнах колишнього СРСР — у 2008 році задекларувала найбільший в Україні дохід, який значно перевищував 500 млн гривень (близько 62 млн дол.). Також займається підприємництвом, має власний готель «Villa Sofia» в Ялті, Крим.
Є громадянкою України.

## Біографія та творча кар'єра

### 1947—1961: Дитинство та початок творчого шляху
Народилася 7 серпня 1947 року в селі Маршинці Новоселицького району Чернівецької області Української РСР (нині село у складі Новоселицької міської громади Чернівецького району Чернівецької області України), в сім'ї молдовських селян. Через помилку паспортистки, яка записала в паспорті датою народження 9 серпня 1947 року, День народження святкує двічі. Була другою із шістьох дітей. Батько — Михайло Федорович Ротару (Ротар; 1918—2004), бригадир виноградарів, був призваний в Червону армію у травні 1944, дійшовши кулеметником до Берліна, був поранений, додому з війни повернувся у 1946 році. Мати — Олександра Іванівна Ротару (1920—1997). Старша сестра Зінаїда у дитинстві перенесла тиф та втратила зір. Зіна, маючи абсолютний слух, легко запам'ятовувала нові пісні і навчила Софію багатьом народним пісням. Зіна проводила багато часу біля радіо, разом з піснями вивчила російську мову і навчила їй братів та сестер; вдома в сім'ї Ротару розмовляли лише румунською мовою. У дитинстві Софія Ротару багато працювала по домашньому господарству та допомагала батькам торгувати на ринку.
Багато займалася спортом, легкою атлетикою, стала чемпіонкою школи з багатоборства, їздила на обласні олімпіади. На обласній спартакіаді у Чернівцях стала переможницею у бігу на 100 та 800 метрів. Пізніше виконала без каскадерів ролі у фільмі «Де ти, любове?», проїхавши вузьким насипом посеред моря на мотоциклі, а також у фільмі «Монолог про кохання», де вона займається віндсерфінгом у відкритому морі. Музичні здібності проявилися рано: вона почала співати з першого класу в шкільному хорі, співала також і в церковному хорі. У школі займалася у драматичному гуртку, навчалася грі на домрі та баяні, брала участь у художній самодіяльності, виступала з концертами у навколишніх селах. Як згадувала сама співачка:

| Важко сказати, коли та як з'явилася музика у моєму житті. Здається, що вона в мені завжди жила. Я виросла серед музики, вона звучала скрізь: за весільним столом, на посиденьках, вечорницях, танцях… |
| |

### 1962—1967: Початок кар'єри та український попфолк
Перший успіх прийшов до неї у 1962 році. Перемога у Новоселицькому районному конкурсі мистецької самодіяльності відкрила їй дорогу на обласний огляд. Наступного, 1963 року, на обласному огляді мистецької самодіяльності у Чернівцях виборола диплом І ступеня. Як переможниця, була направлена до Києва для участі у республіканському фестивалі народних талантів (1964). У столиці Української РСР знову була першою. З цієї нагоди її фото було розміщено на обкладинці журналу «Україна» № 27 за 1965 рік. Після цього конкурсу народний артист СРСР Дмитро Гнатюк сказав землякам: «Це ваша майбутня знаменитість. Запам'ятайте мої слова». У тому ж 1964 році вперше заспівала на сцені Кремлівського палацу з'їздів.
Після перемоги на республіканському конкурсі та закінчення школи у 1964 році вирішила стати співачкою та вступила на диригентсько-хорове відділення (оскільки вокального факультету не було) Чернівецького музичного училища. Під час навчання вона познайомилася зі студентом Чернівецького університету та трубачем у студентському естрадному оркестрі Анатолієм Євдокименком, який згодом став її чоловіком; сам Євдокименко закохався у Ротару ще проходячи термінову службу в армії, коли побачив фотографію співачки в журналі «Україна». Він залучив Софію до репетицій з естрадним оркестром, до цього для супроводу пісень використовувалися скрипки та цимбали. Першою естрадною піснею у виконанні Софії стала «Мама» Олександра Броневицького, яку на той час виконувала Едіта П'єха.

### 1968—1973: Міжнародне визнання
У 1968 році, після закінчення Чернівецького музичного училища, була делегована у складі творчої групи до Болгарії на IX Всесвітній фестиваль молоді та студентів, де виконала дві пісні українською мовою «На камені стою» та «Степом, степом» і дві — молдовською «Люблю весну» (молд. «Iubesc primăvara», народна пісня) і «Валентина» (молд. «Valentina», музика Дмитра Георгіце, слова Юхима Крімермана); остання пісня присвячувалася першій жінці-космонавту Валентині Терешковій, яка була в залі. Голова журі фестивалю, радянська співачка Людмила Зикіна високо оцінювала виступ, сказавши: «Це співачка з великим майбутнім…».
Після закінчення Чернівецького музичного училища викладала в ньому теорію музики та сольфеджіо. У тому ж 1968 році одружилася з Анатолієм Євдокименко, студентом Чернівецького університету. Весілля зіграли у рідному селі співачки Маршинці. 24 серпня 1970 року народила сина Руслана.
У 1971 році на «Укртелефільмі» режисер Роман Олексів зняв музичний телевізійний фільм «Червона рута», на головну роль була запрошена Софія Ротару, яка виконала там пісні «Намалюй мені ніч» «Сизокрилий птах», «У Карпатах ходить осінь». Картина мала великий успіх у публіки. Після виходу на екрани фільму співачка отримала запрошення працювати у Чернівецькій філармонії, де під неї було створено ансамбль, який отримав назву «Червона рута».
Унаслідок співпраці з композитором Володимиром Івасюком було створено цикл пісень, заснований на фольклорному матеріалі та манері виконання з використанням інструментарію та аранжувань, властивих попмузиці 1960—1970-х років. Це спричинило величезну популярність співачки в Українській РСР. Оцінюючи роль Софії Ротару у популяризації пісень Івасюка, його батько, український письменник Михайло Івасюк, сказав: «Ми маємо низько вклонитися молдовській дівчинці Соні, яка рознесла по всьому світу пісні мого сина». Також її авторами були студент музичного училища Валерій Громцев, керівник ВІА «Смерічка» Лев Дутковський, а наставниками — заступник директора Чернівецької філармонії Пінкус Абрамович Фалик та його дружина, заслужена артистка Української РСР Сіді Таль. Пінкус Фалик був на той час одним із найбільших адміністраторів із міжнародним визнанням.
Дебютним став виступ «Червоної рути» у Зоряному містечку для радянських космонавтів. Саме там Ротару та ансамбль «Червона рута» вперше заявили про себе як про непересічних представників цілого напряму радянського естрадного мистецтва, характерною рисою якого є поєднання в репертуарі та стилі виконання елементів народної музики із сучасними ритмами. За цією сценою пішли сцена Центрального концертного залу «Росія», Кремлівського палацу та сцена Театру естради. З 1971 веде відлік своєї професійної творчої діяльності.
Перша професійна програма «Червоної рути» не була затверджена худрадою, бо замість тематики «Кохання, комсомол та весна» вона співала «Враги сожгли родную хату». Це не сподобалося комісії Міністерства культури і програму заборонили. Після дзвінка Фалика до Москви «Червону руту» попри всі заборони включили до програми «Зірки радянської та зарубіжної естради», і ансамбль потрапив у компанію до німців, болгар, чехів, югославів.
Завдяки популяризації її творчості офіційною радянською владою як приклад міжнародної радянської культури (етнічна молдованка, яка співає молдовською, українською та російською мовами), а також щирим симпатіям багатомільйонної публіки, вона мала постійну аудиторію на радіо та телебаченні, вела активну концертну діяльність.
У 1972 році з програмою «Пісні та танці Країни Рад» Софія Ротару та «Червона рута» брали участь у турне Польщею. Того ж 1972 року співпрацювала з італійським співаком Доном Бакі, виконавши український варіант його гіта 1960-х років «L'immensità» — «Сизокрилий птах».
У 1973 році на Сонячному березі (Болгарія) відбувся конкурс «Золотий Орфей». Співачка отримала на ньому першу премію, виконавши «Мой город» Євгенія Доги та пісню болгарською мовою «Птиця» Т. Русєва та Д. Дем'янова. 1973 рік приніс їй і звання Заслуженої артистки Української РСР. Пісні у її виконанні «Кодри» та «Мой город» молдовською мовою були записані у фільмі «Весняні співзвуччя — 1973». У тому ж році вона вперше виходить у фінал фестивалю «Пісня року» з піснею «Мой город» (перекладена з молдовської на російську пісня відразу стала візитною карткою Кишинева).

### 1974—1979: Нові автори та молдовський ліризм
Починаючи з 1970-х років, пісні у її виконанні постійно ставали лауреатами «Пісні року». Вони створювалися у співдружності з найкращими композиторами та поетами країни. Арно Бабаджанян написав «Верни мне музыку» та «Твои следы», Олексій Мажуков — «А музыка звучит» та «Красная стрела», Павло Аєдоницький — «Для тех, хто ждёт», Оскар Фельцман — «Только тебе», Давид Тухманов — «Аист на крыше», «В доме моём» і «Вальс», Юрій Саульський — «Обычная история» і «Осенняя мелодия», Олександра Пахмутова — «Темп», Раймонд Паулс — «Танец на барабане», Олександр Зацепін — «Совсем как на Земле» та інші. Софія Ротару була першою виконавицею пісень «Лебедина верность», «Яблони в цвету» та «Баллада о матери» композитора Євгена Мартинова.
Широко відома «патріотична лінія» у творчості співачки — такі пісні, як «Родина моя», «Счастья тебе, Земля моя» вважаються шедеврами патріотичної радянської пісні.
У 1974 році, як хоровий диригент, закінчила Державний інститут мистецтв імені Г. Музическу в Кишиневі (нині Академія музики, театру та образотворчих мистецтв) за класом Ю. М. Богдановського та Л. В. Аксьонової. Цього ж року стала лауреаткою Міжнародного фестивалю пісні в Сопоті, де виконала «Спогад» Бориса Ричкова та «Водограй» Володимира Івасюка. За виконання польської пісні з репертуару Халіни Фронцков'як «Кто-то» (російський текст А. Д. Дементьєва) співачка здобула другу премію.
У творчості для співачки найбільш важливим є контакт із публікою — відомим прийомом є входження до зали та виконання пісень безпосередньо зі слухачами. В одному з інтерв'ю вона сказала, що «найважливішим для співака є визнання публіки, а нагороди нікому не потрібні». Софія Ротару сказала: «Я була першою виконавицею багатьох пісень одного з улюблених мною композиторів Євгена Мартинова. Люблю його „Лебединую верность“, „Балладу о матери“. У моєму репертуарі пісні різних жанрів, але майже завжди драматичний сюжет, драматична мелодія. Пісня для мене — маленька новела зі своїм світом почуттів, драматургічним устроєм, героями».
Альбом «Софія Ротару» 1974 року, а також музичний телевізійний фільм «Пісня завжди з нами» окреслили пріоритети творчості 1970-х для співачки — лірика львівського композитора Володимира Івасюка та драматичні пісні московського композитора Євгена Мартинова. Спільна робота Мартинова та поета Андрія Дементьєва — «Баллада о матери» — у виконанні Софії Ротару стала лауреатом телевізійного конкурсу «Пісня-74». Також вдруге стала лауреатом фестивалю пісня «Песня про мой город» (прозвучала у складі попурі).
У 1975 році на фестивалі «Пісня-75» у фінал вийшли пісні у її виконанні «Лебединая верность» та «Яблони в цвету». Пісня «Смуглянка» була виконана з югославським співаком Мікі Євремовичем. За рік, у фінал фестивалю пройшли пісні «Верни мне музыку» та «Тёмная ночь». Друга з них була виконана з Анатолієм Мокренком.
1975 року разом із ансамблем «Червона рута» переїхала до Ялти, оскільки співачка мала проблеми з Чернівецьким обкомом Комуністичної партії Української РСР. Батька, Михайла Федоровича, було виключено з КПРС і звільнено з роботи, а брата співачки виключено з комсомолу та з університету через те, що сім'я продовжувала святкувати неофіційне свято — Старий Новий рік. У цей же час під час гастролей у Криму співачка отримала запрошення від Олексія Чернишова, директора Кримської філармонії та Миколи Кириченка, першого секретаря Кримського обкому КПУ, про переїзд до Криму, де вона стала солісткою того ж року. У народі говорили, ніби Софія Ротару переїхала в Ялту через астму, причина цих чуток — худорлявість співачки, і вона дійсно часто виступала, будучи застудженою, на холоді, даючи по 3-4 концерти на день.
1976 року стала Народною артисткою Української РСР та лауреаткою премії ЛКСМУ імені М. Островського. З цього ж року співачка є постійною учасницею новорічних «Блакитних вогників», виконавши на «Блакитному вогнику» 1975/1976 пісню А. Ізотова та С. Гершанової «Зима».
У 1976 році мюнхенська фірма «Ariola-Eurodisc GmbH» (Sony BMG Music Entertainment) запросила співачку, єдину з СРСР, для запису міньйону з двох німецьких пісень, він вийшов у 1978 році під назвою «Deine Zärtlichkeit» і містив дві пісні німецькою мовою «Zärtlichkeit» («Твоя ніжність») і «Nachts, wenn die Nebel ziehen» («Уночі, коли розстилаються тумани»), написані у співпраці з Міхаелем Кунце та Ентоні Монном, які в той час починали також працювати з Амандою Лір, Карелом Ґоттом.
Наприкінці 1970-х років пройшли оглушувальні гастролі у Європі: Югославія, Румунія, НДР, ФРН, Західний Берлін. Лише восени 1979 року співачка дала понад 20 концертів у Мюнхені та інших містах. Західнонімецька фірма запропонувала випустити диск із італійськими та французькими піснями. Італійська мова Софії дуже близька, так само, як і французька, — мови, що належать до однієї мовної групи — романської, як і молдовська, і румунська. У цей же час із Держконцерту прийшла директива співати лише радянські пісні.
Офіційна інформація про зміст співробітництва із західною фірмою грамзапису з'явилася лише в середині 1980-х, майже через десять років після виходу синглу, після того, як почалася перебудова.
Але запис великого диска не відбувся, тому що західні продюсери пропонували їй записати великий студійний диск, куди, окрім пісень німецькою мовою, мали увійти французькі, італійські, англійські, як, наприклад, «Скажи, що любиш» Ніно Рота з «Хрещеного батька» мовою оригіналу («Speak Softly Love»).
1977 року вийшов черговий довгограючий альбом «Пісні Володимира Івасюка співає Софія Ротару» — платівка, яка стала символом дискографії української естради, за яку співачка отримала премію ЦК ВЛКСМ. На «Пісні-77» Софія виступила з піснями «Чайки над водой» Є. Мартинова і А. Дементьєва та «Родина моя» Д. Тухманова та Р. Рождественського (прем'єра пісні відбулася на першотравневому «Блакитному вогнику»), на «Пісні-78» — «Только тебе» О. Фельцмана та Р. Рождественського, «Обычная история» Ю. Саульського та І. Шаферана, а також «Отчий дом» Є. Мартинова та А. Дементьєва у дуеті з чеським співаком Карелом Ґоттом.
1979 року фірма «Мелодія» випустила кілька альбомів у виконанні співачки: LP «Только тебе», LP «Софія Ротару». Студія «Ariola» випустила довгоочікуваний диск-гігант «Sofia Rotaru — Му tenderness». З композицій 1979 року виділяються пісні композитора Давида Тухманова «Дадим шар земной детям», виконану з дитячими хоровими колективами та легендарну пісню на вірші Роберта Рождественського «Родина моя». Пісня викликала неоднозначну реакцію. Згадуючи про неї на ювілейному вечорі 2000 року, Д. Тухманов сказав: «Тексти були кон'юнктурними, а емоції — справжніми». Софія Ротару наголосила в одному з інтерв'ю, що у пісні йдеться виключно про любов до Батьківщини. Також у 1979 році співачка випустила композиції Іона Алдя-Теодоровича — «Crede mă» та Юрія Саульського — «Осенняя мелодия», О. Екімяна — «А с чем сравнить любовь?». Остання пісня разом із піснею «Дадим шар земной детям» стали лауреатами фестивалю «Пісня-79».
18 травня 1979 року, у самий пік його популярності, трагічно загинув Володимир Івасюк. Пісня «Червона рута» стала так званою візитною карткою співачки, яка традиційно відкриває програми Ротару. Софія Ротару сказала про Івасюка: «Другого такого композитора в Україні вже не буде». Після трагічної загибелі Івасюка в репертуарі співачки з'явилася низка творів композиторів із Молдови (зокрема братів Теодоровичів). Після того, як співачка припинила співпрацю з молдовськими авторами, зокрема з Євгенієм Догою, останній на помсту активно розпускав чутки про те, що голос Софії Ротару збирають по нотах на комп'ютері. Виконання пісень різними мовами дало ґрунт для суперечок про приналежність Ротару до молдовської чи української культури. «Своєю» її вважали і в Росії, а в Вірменській РСР навіть було поставлено питання про присвоєння звання Заслуженої артистки Вірменської РСР. При розпаді СРСР 1991 року навіть ходив жарт, що на перемовинах у Біловезькій пущі було поставлено питання «як будемо ділити Ротару». Сама співачка, яка мешкає все життя в Україні (Маршинці, Чернівці, Ялта, Київ), завжди позиціонувала себе громадянкою України, не заперечуючи свого молдовського походження.

### 1980—1985: Зліт співачки та нові співпраці
У 1980 році виграла першу премію на міжнародному конкурсі в Токіо за виконання югославської пісні «Обіцянка» і була нагороджена орденом «Знак Пошани».
Співачка продовжила експериментувати над своїм іміджем і з'явилася на сцені вперше серед вітчизняних жінок-артисток у брючному костюмі, виконавши пісню «Темп» Олександри Пахмутової на вірші Миколи Добронравова. Пісня «Темп» і «Ожидание» були написані до Літніх Олімпійських ігор 1980, що проводилися в Москві, і увійшли до культурної програми Ігор. «Темп» також став саундтреком до художнього фільму «Балада про спорт» режисера Юрія Озерова. 1980 року співачка пройшла у фінал фестивалю «Пісня-80», виконавши «Мій край» М. Мозгового та «Ожидание» Ю. Саульського та Л. Завальнюка.
У 1980 році вийшов фільм «Де ти, любове?» (початкова назва «Рік покликання»), знятий на студії «Молдова-фільм», в якому, серед багатьох пісень, співачка виконала пісню «Перший дощ», без дублера проїхавши на задньому сидінні мотоцикла вузьким насипом посеред моря. У прокаті фільм переглянуло близько 22 мільйонів глядачів. У цьому ж році вийшов подвійний альбом — «Пісні з кінофільму „Де ти, любове?“» з піснями з однойменного фільму композиторів Є. Мартиновим, О. Фельцманом, А. Бабаджаняном, Д. Тухмановим. Композиція О. Мажукова «Красная стрела» 1980 року стала дебютом молодого поета Миколи Зінов'єва в естрадному жанрі. Пісня була заборонена на Всесоюзному радіо керівником музичної редакції Геннадієм Черкасовим через те, що йому не подобалося, як співає Софія Ротару. Утім, оскільки прем'єра пісні відбулася на телебаченні, вона встигла стати відомою навіть без радіоетеру. У 1981 році фільм отримав приз журі за популяризацію пісенної творчості радянських композиторів на XIV Всесоюзному кінофестивалі у Вільнюсі за розділом художніх фільмів. Цей фільм став першим досвідом Софії Ротару у художньому кінематографі. Багато критиків назвали цю роль провальною, проте фільм завоював глядацьку любов, а пісні, що пролунали у фільмі, стали легендарними: «Красная стрела» (музика Олексія Мажукова, вірші Миколи Зінов'єва), «Где ты, любовь?» (музика Раймонда Паулса, вірші Іллі Рєзніка), «Танец на барабане» (музика Раймонда Паулса, вірші Андрія Вознесенського).
Наступний етап творчості розпочався з пошуками нового стилю — рокмузикою та з фільмом «Душа» з «Машина времени» 1981 року з піснями Олександра Зацепіна та Андрія Макаревича. Отримавши в Ялті першу пропозицію знятися у головній ролі у фільмі, Софія Ротару відмовилася, бо була хвора, і лікарі не рекомендували їй не лише зйомки, а й подальші виступи.
Це підштовхнуло Олександра Бородянського та Олександра Стефановича на опис автобіографічного сюжету про драматичну ситуацію в житті співачки, про втрату голосу, і розкриття в цей момент її душі (діалог на пірсі з людиною похилого віку) з подальшою переоцінкою цінностей. Побачивши новий переписаний сценарій, а також пісні, написані в новому для співачки стилі, Софія Ротару погодилася, більше того, була згодна відмовитися на деякий час від концертних виступів, щоб знятися у фільмі. Таким чином, фільм став музичною мелодрамою, яка зачіпає не лише приватне життя артиста та людські стосунки, а й питання ставлення до таланту та про відповідальність таланту перед тими, для кого він творить. Партнером Ротару у фільмі став актор Ролан Биков, ліричного героя зіграв ленінградський актор Михайло Боярський, рок-гурт «Машина времени» — новий гурт співачки Вікторії Свободиної. Фільм посів четверте місце у списку лідерів прокату 1982 року, його переглянули у прокаті близько 57 мільйонів глядачів.
У фіналі фестивалю «Пісня-81» виконала пісні «Верь мне» і «Красная стрела».
На «Новорічному атракціоні» наприкінці 1982 року виступила з піснями «Костёр» (з фільму «Душа») та «Магазин „Цветы“».
У фінал «Пісні-82» співачка вийшла з піснями «Melancolie» П. Теодоровича і Г. Вієру та «Вставайте!» Р. Амірханяна та Х. Закіяна. У «Пісню-83» пройшли пісні «Счастья тебе, земля моя» Ю. Саульського і Л. Завальнюка та «А музыка звучит» А. Мажукова та М. Зінов'єва.
Після концертів у Канаді та випуску канадського альбому в Торонто «Canadian Tour 1983» у 1983 році співачка та її колектив на п'ять років стали невиїзними. Офіційної причини не було, але коли до Держконцерту приходили виклики з-за кордону, відмовляли під приводом того, що «така тут не працює». Під час запису платівки у Німеччині Держконцерт призначив їй ставку 6 карбованців за хвилину звучання. Німецька сторона мала заплатити 156 марок і передзвонила до Москви. Наступного дня перекладачка передала Софії Ротару: «Наш шеф вирішив зробити вам маленький презент, тому що Москва підвищити ставку не дозволяє…». «Шкодую про одне — що це випало на молоді роки, коли так багато можна було зробити», — сказала Софія Ротару.
У 1983 році дала 137 концертів у колгоспах та радгоспах Криму. Колгосп «Росія» Кримської області та Міністерство культури Молдовської РСР висунули її концертні програми 1983—1984 років на здобуття Державної премії СРСР.
1983 року отримала звання Народної артистки Молдовської РСР. Цього ж року під час прослуховування з поетом Г. Вієру спеціально написаною для неї композитором Анатолієм Кіріяком мелодії співачка наполягла на словах про романтику. Її підтримав чоловік та художній керівник Анатолій Євдокименко, і поет написав, але про співачку. Romantică — прикметник румунською, значить «романтична».
У 1984 році представила «Romantică» на фестивалі «Пісня року». Ця пісня входить до більшості сольних програм. Другою виконаною піснею стала «Не могу забыть» (композитора Д. Тухманова на вірші В. Харитонова). Співачка виконала її в драматичному образі мужньої медсестри Другої світової війни. Вона була запрошена до програми ТБ НДР «Строкатий котел», де виконала пісню німецькою мовою.
1984 року вийшла платівка «Ніжна мелодія». Альбом став поверненням до початкового іміджу з піснею «Melancolie» Вієру.
1985 року було знято фільм-концерт «Вас запрошує Софія Ротару».
У 1985 році Ротару отримала приз «Золотий диск» Всесоюзної фірми «Мелодія» за альбоми «Софія Ротару» і «Ніжна мелодія» — найбільш продавані альбоми року в СРСР, що розійшлися накладом понад 1 млн примірників. Цього ж року Софія Ротару була нагороджена орденом Дружби народів.
У фінал «Пісні-85» потрапили пісні «Аист на крыше» Д. Тухманова і А. Поперечного та «В доме моём» Д. Тухманова і Г. Саед-Шах.

### 1986—1989: Європоп і хардрок
У середині 1980-х років у творчості співачки намітився певний переломний період. Пошуками нової естетики творчості був пройнятий музичний фільм «Монолог про кохання» (1986). У фільмі Ротару виконала пісню «Amor» як віндсерфер, у відкритому морі та без дублера. «Монолог про кохання» — альбом, що вийшов у 1986 році із саундтреками та піснями з однойменного музичного фільму (пісні «Песня нашего лета», «Океан» та «Последний мост» не прозвучали у фільмі, більшість пісень з фільму не було випущено в альбомі), став останньою роботою Ротару із початковими українськими композиторами. Ансамбль «Червона рута» повернувся до української пісні та залишив співачку, що стало для Ротару та Анатолія Євдокименка, художнього керівника «Червоної рути», великою несподіванкою. В одному з інтерв'ю на запитання журналіста: «Колись Вам було по-справжньому страшно?», Ротару відповіла: «Коли мене зрадили. Це було пов'язано з колективом „Червона рута“, який Толік (А. Євдокименко) свого часу організував. Це був пік популярності, коли нас носили на руках, коли на концертах машини піднімали. Хлопцям здалося, що вони можуть розраховувати на успіх і без мене, що я неправильно ставлюся до них, не той репертуар, що вони отримують мало грошей… Коли ми з Толіком поїхали на Батьківщину, вони зібралися і вирішили, що ми їм не потрібні. Вони пішли зі скандалом та з ім'ям „Червона рута“».
Різка зміна напряму творчості відбулася після початку співпраці з композитором Володимиром Матецьким у 1986 році. Уже з'явилися «Лаванда» та «Луна, луна» — дві найпопулярніші пісні СРСР 1986 року. Із цими піснями співачка вийшла у фінал «Пісні-86». Спільний альбом Ротару та Матецького «Золотое сердце» було записано вже з московськими студійними музикантами. Співачка перейшла до композицій стилю європоп («Было, но прошло», «Луна, луна»), аж до елементів хардроку («Время моё», «Только этого мало»). Матецький та його співавтор, поет Михайло Шабров співпрацювали з Ротару протягом наступних 15 років, виробляючи талановиті роботи, які входили у її концертні програми 1990—2000 років, і ставали популярними за рахунок харизматичної особистості співачки і непересічних вокальних даних. Початок цієї співпраці поклала пісня «Лаванда», написана В. Матецьким у 1985 році для її дуету з Яаком Йоалою. За «Лавандою» пішли «Луна, луна», «Было, но прошло», «Только этого мало», «Дикие лебеди», «Хуторянка», «Засентябрило», «Лунная радуга», «Звёзды как звёзды», «Ночной мотылёк», «Золотое сердце», «Жизнь моя, моя любовь» та багато інших.
На «Пісні-87» виконала пісні «Было, но прошло» і «Прощальный перрон», однак остання була вирізана з телеверсії.
1985 року композитор Володимир Мигуля написав спеціально для співачки пісню «Жизнь», яка дуже рідко лунала. Активна гастрольна діяльність та постійна присутність у музичних етерах призвели до того, що до кінця 1980-х років вона об'єктивно стала лідеркою радянського пісенного мистецтва. 11 травня 1988 року за великі заслуги у розвитку радянського музичного мистецтва їй надали звання Народної артистки СРСР, першій з сучасних попспівачок.
У 1988 році у фіналі фестивалю «Пісня-88» виконала пісні «Только этого мало» і «Золотое сердце», а у проміжному випуску пролунала пісня «Мой потерянный мальчик».
Натомість перехід на російськомовний репертуар викликав певне відторгнення в Україні. Звинувачення у зраді національної культури, окрім загального зростання націоналізму, активно підігрівалися радянськими державними продюсерськими структурами, філармоніями та концертними об'єднаннями, які в ході економічних реформ втрачали контроль над фінансовою стороною концертної діяльності співачки. Щоб уникнути масштабних провокацій, вона відмовилася від участі у фестивалі «Червона рута», що проводився на її Батьківщині у 1989 році. Наприкінці 1980-х років міжнаціональні відносини, що загострилися, призвели до того, що у 1989 році на збірному концерті у Львові на стадіоні «Дружба» присутня частина глядачів, налаштована проти Софії Ротару, зустріла співачку плакатами «Софіє, на тебе чекає кара!» і свистом, що призвело до зіткнень із її шанувальниками. Того ж року у фіналі фестивалю «Пісня-89» виконала пісні «На танго» та «Дикие лебеди».
Проте вона продовжувала співати українські пісні і постійно включала їх у перші відділення концертних програм. Новими піснями цього періоду українською мовою стали твори М. Мозгового («Край», «Минає день», «Вперше»), А. Святогорова («Відлуння вірності», «Пробач, прощай»), О. Осадчого («Фортуна», «Земле моя»), І. Поклада («Тече вода», «Краю мій лелечий», «Світку зелений мій»), Г. Татарченко («Білі нарциси»), і пізніше — Р. Квінти («Чекай», «Одна калина», «Туман»), Г. Крупника («Прощай», «Бал розлучених сердець»), К. Меладзе («Кажуть все мине»), Д. Муравицького.
У фіналі фестивалю «Пісня-90» виконала пісні «Чем ближе разлука» та «Прикоснись ко мне», однак остання була вирізана з телеверсії, а у проміжному випуску пролунала пісня «Снежинка».
У 1991 році вийшла наступна робота Ротару і Матецького — LP «Караван любви» (фірма «Sintez records», Рига, Латвія), також з помітним впливом у стилістиці хардроку та металу, що знаходилися на той час на піку своєї популярності. Одночасно з альбомом вийшов однойменний музичний телефільм та концертна програма «Золоте серце», яка стала останньою програмою співачки часів СРСР.
Розпад СРСР відобразився на географії поїздок співачки. Міністерство культури СРСР зобов'язувало артистів здійснювати гастролі «гарячими точками». Відмовившись спочатку, вона підготувала програми «Друзі залишаються друзями» та «Караван кохання», представлені у Вільнюсі, Ризі, Таллінні, Тбілісі, Баку та Єревані. Концерти проходили у приміщеннях з відсутністю відповідних умов, що призвело до запалення легень. Софія Ротару сказала: «Мене попереджали — не спускайся до зали. Навіть охорону приставили. А я вважаю: з чим до людини йдеш, тим вона тобі й відплатить».
Наприкінці 1980-х, беручи участь у збірному концерті, вона звернула увагу на виступ балету «Тодес» та запросила його до співпраці. Танці «Тодесу» зробили її пісні видовищнішими зі сценічного погляду. У концертних програмах цього періоду майже всі пісні танцювала із «Тодесом». Ця творча спілка проіснувала близько п'яти років. Алла Духова, художня керівниця балету сказала, що саме з Ротару балет «Тодес» розпочав успішну діяльність.

### 1991—1999: Новий час
1991 року співачка представила в Москві ювілейну програму, присвячену 20-річчю творчої діяльності. Ювілейні концерти «Квіти Софії Ротару» відбулися у Державній центральній концертній залі «Росія». Центральне телебачення транслювало цю програму і вона вийшла на відео в телеверсії концерту. Залишаючись вірною складанню першого відділення своїх концертних програм, співачка виконала пісні молодості, але вже в ремікс-версіях пісень Івасюка та інших найвідоміших українських композиторів та поетів українською мовою, зокрема «Червона рута», «Черемшина», «Кленовий вогонь», «Край», «Сизокрилий птах», «Жовтий лист», які стали класикою української естрадної пісні, а також нові «Танго», «Дикие лебеди» та інші. У концерті також взяв участь ансамбль «Смерічка», який знімався з нею у фільмі «Червона рута». Друге відділення закрила пісня «Эхо».
У фіналі фестивалю «Пісня-91» виконала пісні «Караван любви» та «Была не была», у проміжному випуску також лунала пісня «Чайные розы в купе».
Після розпаду СРСР та комерціалізації музичного простору співачка не втратила провідних позицій у шоубізнесі, має стабільну аудиторію, у тому числі у Європі та США. 1992 року вийшов супер-гіт у її виконанні — «Хуторянка» (музика Володимира Матецького, вірші Михайла Шаброва). Її, а також пісню «Горькие слёзы» виконала на передачі «Гіт-парад „Останкіно“», яка того року виходила замість «Пісні року».
Співачка залишила філармонію та продовжила запис пісень на власній студії в Ялті. У 1993 році вийшли дві перші CD-збірки найкращих пісень співачки — «Софія Ротару» та «Лаванда», потім — «Золотые песни 1985/95» та «Хуторянка». Того ж року, на фестивалі «Пісня-93» виконала пісні «Пара белых голубей» і «Вкус любви».
У лютому 1994 року Софія та Ауріка Ротару з піснею «Червона рута» виступили на фестивалі «Золотий шлягер» у Могильові. Того ж року виступила з піснею «Ночной мотылёк» у фіналі фестивалю «Пісня-94», а також разом з іншими артистами заспівала «Песня остаётся с человеком». У проміжному випуску пролунала пісня «Мечта без крыльев».
1995 року знялася в музичному фільмі «Старі пісні про головне» телекомпанії ОРТ (режисер Дмитро Фікс, продюсер Костянтин Ернст), виконавши пісню «Каким ты был» (музика І. Дунаєвського, вірші М. Ісаковського). Того ж року виконала «Море, море» (запис не зберігся) та «Остров любви» у фіналі «Пісні-95».
У серпні 1996 року була удостоєна Почесної відзнаки президента України. Цього ж року на «Пісні-96» визнана «Кращою естрадною співачкою 1996 року» та нагороджена призом імені Клавдії Шульженко. 1996 року у фінал конкурсу пройшли пісні «Ночь любви» Лори Квінт на вірші Миколи Денисова та «Нет мне места в твоём сердце» Володимира Матецького на вірші Михайла Файбушевича. Також була виконана «Лебединая верность» (пісня Євгена Мартинова на вірші Андрія Дементьєва в аранжуванні з фільму «Пісня завжди з нами»), яка, однак, не потрапила до телеетеру, але збереглася у вигляді аматорського відеозапису зі зйомок.
У 1997 році взяла участь в Міжнародному музичному фестивалі «Голос Азії» в Казахстані.
Навесні 1997 року знялася у музичному фільмі «Військово-польовий романс» телекомпанії ТБ Центр (режисер Олег Рясков, художній керівник Лев Лещенко), де виконала пісню «Не могу забыть». Фільм удостоївся першої премії на Міжнародному кінофестивалі «Вічний вогонь» (Волгоград).
У 1997 році знялася в музичному фільмі «10 пісень про Москву» телекомпанії НТВ (проєкт Леоніда Парфьонова та Джаніка Файзієва), з піснею «Москва майская» (музика Д. і Дм. Покрасс, вірші В. Лебедєва-Кумача) з гуртом «Иванушки International».
1997 року стала почесною громадянкою Автономної Республіки Крим, володаркою почесного призу Президента України Леоніда Кучми за видатний внесок у розвиток естрадного мистецтва «Пісенний вернісаж» та кавалером Ордену Республіки (Молдова).
16 вересня 1997 року у віці 77 років померла її мати, Олександра Іванівна Ротару. Перед цими подіями співачка неодноразово скасовувала виступи у концертному графіку, ювілейні концерти, зйомки та інші гастролі.
На зйомках фіналу «Пісні-97» співачка виконала «Твои печальные глаза» (Володимира Матецького на пісні Ліліани Воронцової), «Было время» (Володимира Матецького на вірші Файбушевича) та «Свитерок» (Володимира Матецького на вірші Олександра Шаганова).
У 1998 році вийшов її перший офіційний (номерний) CD альбом «Люби меня», випущений на лейблі «Extraphone». У квітні того ж року у Державному Кремлівському палаці у Москві відбулася прем'єра нової сольної програми «Кохай мене». Також 1998 року їй було присуджено «Орден Миколи Чудотворця» «За примноження добра на Землі» Фонду міжнародних премій в Україні. Вона стала почесною громадянкою міста Чернівці. Пісня «Засентябрило» виконана у дуеті з Миколою Расторгуєвим.
У 1998 році відбувся Ювілейний концерт Софії Ротару «Кохай мене». Того ж року виконала «Звёзды как звёзды» та «Лунная радуга» у фіналі фестивалю «Пісня-98».
У 1999 році лейбл Star Records випустив ще дві CD-збірки співачки в «Зірковій серії». За підсумками 1999 року визнана найкращою співачкою України в номінації «Традиційна естрада», отримавши «Золоту Жар-птицю», а також спеціальну нагороду «За внесок у розвиток вітчизняної попмузики». Того ж року співачку за особливі особисті заслуги у розвитку пісенної творчості, багаторічну плідну концертну діяльність та високу виконавську майстерність нагородили орденом княгині Ольги ІІІ ступеня. «Російський біографічний інститут» визнав співачку «Людиною 1999 року».
Того ж 1999 року виконала «Первый снег», «Хуторянка» та нові версії пісень «Лаванда» та «Луна, луна» у фіналі «Пісня-99».

### 2000—2006 роки
У 2000 році в Києві була визнана «Людиною XX століття», «Кращою українською естрадною співачкою XX століття», «Золотим голосом України», лауреаткою премії «Прометей — престиж», «Жінкою року». Цього року стала лауреаткою премії «Овація» «за особливий внесок у розвиток російської естради». У серпні 2000-го відкрився офіційний сайт співачки.
2000 року Софія Ротару з піснями «Червона рута» та «Луна, луна» виступила на фестивалі «Золотий шлягер» у Могильові. Того ж року у фіналі «Пісні-2000» виконала нові версії пісень «Магазин „Цветы“», «Червона рута» і «Melancolie».
У грудні 2001 року випустила нову сольну концертну програму «Життя моє — моя любов!» з нагоди 30-річчя своєї творчої діяльності. Прем'єра програми відбулася 13—15 грудня у Державному Кремлівському палаці у Москві. Уперше виступила як режисерка-постановниця, де з нею вперше працював Борис Краснов як художник-постановник. Того ж року виступила з піснями «Не спросишь» та «Другая» у фіналі фестивалю «Пісня-2001».
Перед сольними концертами у Москві кіновідеооб'єднання «Великий план» представило відеоверсію фільму «Душа», знятого кіностудією «Мосфільм» у 1981 році із Софією Ротару у головній ролі.
У 2002 році пісня «Жизнь моя, моя любовь» відкривала «Новорічний вогник» на каналі ОРТ. 20 січня відбулася прем'єра телеверсії ювілейної сольної програми «Життя моє — моя любов», що вийшла також на відео. 2 березня вперше виступила з клубним концертом у розважальному комплексі «Метелиця», який став подією у культурному житті Москви. 6 березня Президент України Л. Д. Кучма нагородив її орденом княгині Ольги І ступеня за «вагомі трудові звершення, високий професіоналізм та з нагоди Міжнародного дня прав жінок та світу». У квітні розпочалася перша частина великого Всеросійського гастрольного турне. Друга частина туру відбулася у вересні 2002 року, перед гастролями містами Німеччини.
У 2002 році вийшов новий альбом «Я тебя по-прежнему люблю». Офіційний реліз альбому відбувся 23 квітня на студії «Extraphone» у Москві. Цей альбом став першим продюсерським досвідом Руслана Євдокименка, який залучив до створення пісень авторів Руслана Квінту та Дмитра Малікова. Проте більшість композицій, як і в попередньому альбомі «Люби меня» 1998 року, є творчістю композитора Володимира Матецького.
24 травня у Києві перед будівлею Міжнародного центру культури та мистецтв відбулася урочиста церемонія відкриття Української Алеї зірок, серед яких була запалена і «Зірка Софії Ротару». 7 серпня, у День народження співачки, їй було надано найвище в Україні звання Героя України «за значні особисті заслуги перед українською державою у розвитку мистецтва, самовіддану роботу на ниві збереження національно-культурних традицій, примноження спадщини народу України». 9 серпня 2002 року була нагороджена орденом Пошани Указом президента російської федерації «за великий внесок у розвиток естрадного мистецтва та зміцнення російсько-українських культурних зв'язків».
Улітку на лейблі «Extraphone» вийшли ремастеризовані версії альбомів «Золотые песни 1985/95» та «Хуторянка». Частина цього накладу вийшла у подарунковому оформленні з бонус-треком та плакатом співачки з автографом.
23 жовтня 2002 року, після чергового інсульту, у київській клініці помер чоловік Ротару Анатолій Кирилович Євдокименко (продюсер та художній керівник гурту «Червона рута», режисер-постановник більшості концертних програм співачки). Софія скасувала усі концертні виступи та телезйомки, відмовилася від участі у зйомках мюзиклу «Попелюшка», вперше за 30 років не взяла участі у фіналі фестивалю «Пісня року». На якийсь час припинила активну гастрольну діяльність.
25 грудня відбувся офіційний реліз збірки пісень «Снежная Королева», випущеної на лейблі «Extraphone».
У 2002 році був випущений офіційний реліз відеоверсії фільму «Де ти, любове?» режисера Валеріу Гаджіу, випущеного кіностудією «Молдова-філм» у 1980 році. Відеоверсію фільму було видано «Корпорацією АРЕНА». Співачка розпочинає співпрацю з гітаристом та бек-вокалістом Василем Богатирьовим.
За підсумками 2002 року співачка посіла 2-е місце за популярністю серед усіх вітчизняних виконавців та груп в росії (дослідження проводила соціологічна служба Інституту Геллапа).
11 квітня 2003 року у співачки з'явилася композиція «Белый танец» українських авторів Олега Макаревича та Віталія Куровського. Новий етап її творчості розпочався із виступів у концертному залі «Росія» у Москві на честь закладки іменної зірки на алеї перед залом. Основними авторами, які працюють з нею, стали композитори Олег Макаревич («Белый танец», «Я назову планету именем твоим»), Руслан Квінта («Одна калина»), та Костянтин Меладзе («Я ж его любила», «Один на свете»), а також поет Віталій Куровський. Цього ж року вийшов альбом-присвята «Єдиному», пам'яті чоловіка Анатолія Євдокименка, з новими піснями та аранжуваннями українською та молдовською/румунською мовами, а також збірка «Листопад». Того ж року у фіналі «Пісні-2003» виконала пісні «Белый танец» та «Одна калина».
У 2004 році, після чотирирічної перерви дала два великі сольні концерти в Чикаго та Атлантік-Сіті, де виступила в театрі-казино Тадж-Махал.
У 2004 році відбулася прем'єра пісні «Цветёт малина» в дуеті з Миколою Басковим.
2004 року вийшов альбом «Небо — это я» та «Лаванда, Хуторянка, далее везде…», 2005 року — «Я ж его любила». Того ж року виконала «Цветёт малина», «Небо — это я», «Белая зима» та «Ты улетишь» у фіналі фестивалю «Пісня-2004».
У 2004, 2005 і 2006 роках стала найулюбленішою співачкою в росії за опитуваннями одного з рейтингових соціологічних агентств.
У 2005 році у фіналі фестивалю «Пісня року» виконала пісні «Я ж его любила» та «Осенние цветы».
У 2006 році у фіналі «Пісні-2006» виконала пісні «Не люби», «Один на свете» та «Червона рута» (у дуеті з гуртом ТНМК).

### 2007—2016: 60-річний ювілей
7 серпня 2007 року відзначила 60-річний ювілей. Сотні шанувальників, а також відомі артисти та політики приїхали до Ялти з різних куточків світу, щоб привітати співачку. Президент України Віктор Ющенко нагородив співачку орденом «За заслуги» ІІ ступеня. Урочистий прийом з нагоди ювілею проходив у Лівадійському палаці.
Вшанування співачки продовжилося у вересні в Сочі, де на музичному конкурсі молодих виконавців «П'ять зірок» один із конкурсних днів був присвячений її творчості. А у жовтні 2007 року у Державному Кремлівському палаці відбулися ювілейні концерти Софії Ротару, у яких взяли участь багато популярних виконавців росії та України.
Останній не випущений сингл 2007 року «Я твоя любовь» посідав перше місце, перебуваючи чотири тижні у чарті «Золотий грамофон» Російського радіо.
15 грудня 2007 року відбувся третій концерт «Легенди Ретро FM», у якому взяла участь Софія Ротару. Того ж року виступила з піснями «Я назову планету именем твоим» та «Серце ты моё» у фіналі «Пісні-2007».
З березня по травень 2008 року перебувала у ювілейному гастрольному турне містами росії, та виступила у фіналі фестивалю «Пісня-2008» з піснями «Не уходи» та «Я назову планету именем твоим». Того ж року Ротару з родиною відкрили на місці купалень Роффе власний готель «Villa Sofia».
15 квітня 2009 року в дуеті з Аллою Пугачовою виконала пісню «Нас не догонят» гурту «Тату».
5 листопада 2009 року відбувся п'ятий концерт «Легенди Ретро FM», у якому взяла участь Софія Ротару. Також вона виступила у фіналі «Пісні-2009» з піснями «Я решила сама» та «Было, но прошло» (нова версія).
2010 року відбулася прем'єра пісні «Забирай» в дуеті з Олегом Газмановим.
5 грудня 2010 року Софія Ротару у дуеті з Олегом Газмановим із піснею «Забирай» виступила на 11-й щорічній церемонії вручень музичної премії «Золотий грамофон» у Санкт-Петербурзі у Льодовому палаці. Також виступила у фіналі «Пісні-2010» з піснями «Я не оглянусь» та «Капелька любви».
У лютому 2011 року Софія Ротару та Олег Газманов із піснею «Забирай» виступили на програмі «Суботній вечір» із Миколою Басковим на телеканалі Росія-1.

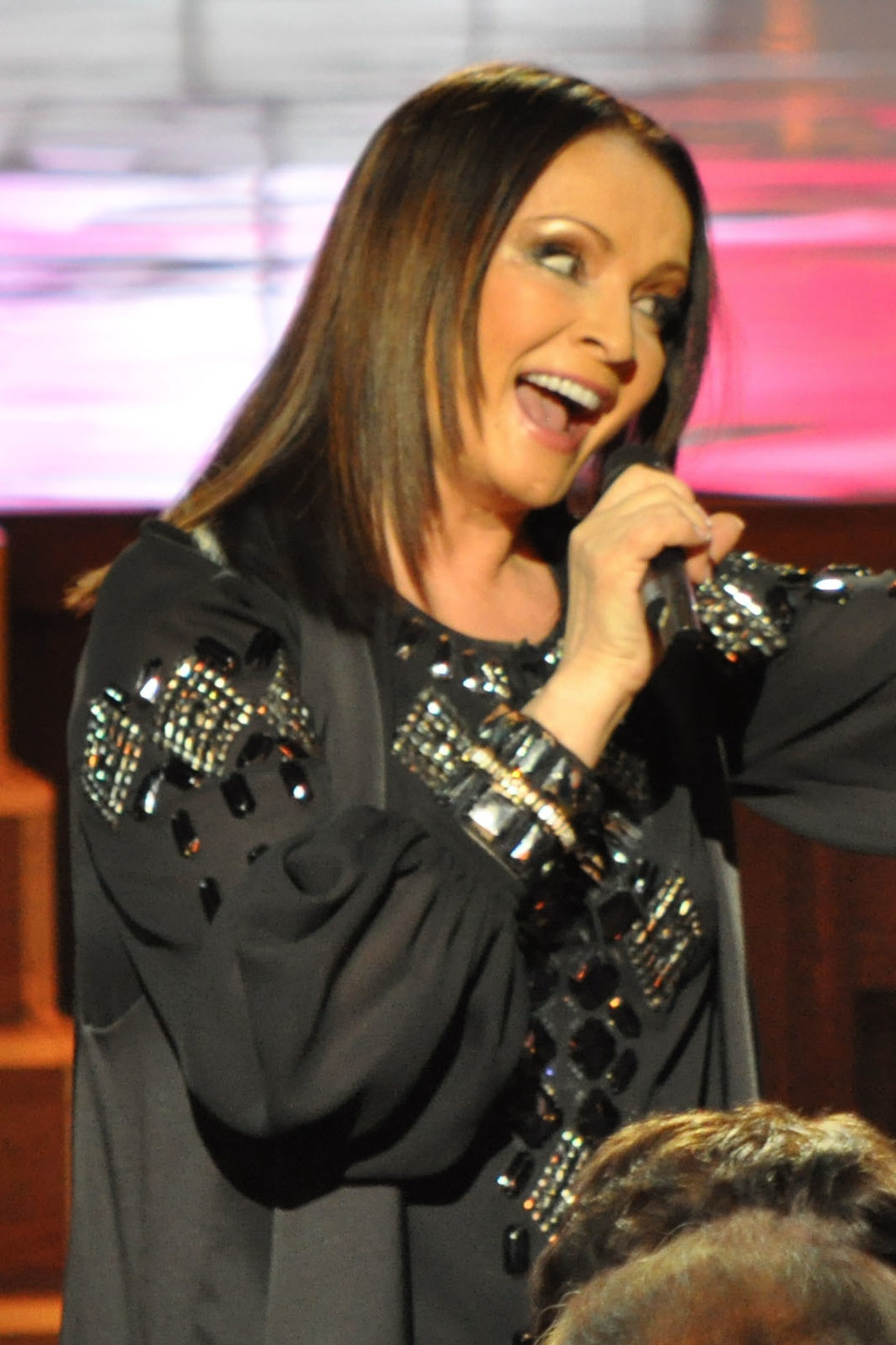
Софія Ротару у 2011 році.

У жовтні 2011 року проводила ювілейні концерти у Москві (Великий Кремлівський палац) та у Санкт-Петербурзі (Льодовий палац). Концерти були присвячені 40-річчю творчої діяльності. Того ж року виступила у фіналі «Пісні-11», виконавши «Глаза в глаза» і «Не зови печаль».
У 2011 році Софія Ротару стала головою журі пісенного конкурсу, що проходить у рамках щорічного Міжнародного музичного фестивалю Crimea Music Fest в Ялті.
Бере участь у збірних концертах та телепрограмах, іноді виїжджаючи на невеликі гастрольні тури. Після підрахунку усіх пісень, виконаних нею у фіналах фестивалю «Пісня року», з'ясувалося, що їй належить абсолютний рекорд серед усіх учасників за всю історію — 92 пісні, виконані на 46 фестивалях (1973—2017, крім 2002).
У 2012 році вирушила у ювілейний тур містами росії. У жовтні відбулися концерти у Томську, Омську, Барнаулі, Нижньому Новгороді, Єкатеринбурзі. Організаторами ювілейного туру виступила компанія «Кремль концерт». Наприкінці березня 2013 року вирушила у новий гастрольний тур містами росії та Казахстану.
У 2012 році Софія Ротару та Микола Басков із піснею «Я найду свою любовь» виступили на концерті «Disсo Дача 2012», де співачка також виконала свої пісні «Два солнца» та «Мы будем вместе». Того ж року виступила у фіналі «Пісні-12» з піснями «Мы будем вместе», «Я найду свою любовь» (в дуеті з М. Басковим) та «Белая зима».
2 вересня 2013 року випущено новий сингл «Прости», присвячений десятиріччю творчої співпраці з композитором Русланом Квінтою. У фіналі «Пісні-13» виконала пісні «Три дня» (прем'єра) та «Научи смеяться». До кінця 2013 року випустила пісню «Ты самый лучший» авторства Р. Квінти та В. Куровського. Пісня записана за допомогою живих інструментів у етнічному гуцульському стилі. 24 січня 2014 року з'явилася раніше невідома пісня «Прощавай», записана орієнтовно 1998 року. Пісня виконана українською мовою. У фіналі «Пісні-14» виконала пісню «Ты самый лучший».
У 2015 році випустила дві пісні: «Давай устроим лето» та «Любовь жива». «Давай устроим лето» вона виконала у фіналі «Пісні-15». Восени 2016 року з сестрою вирушила у гастрольний тур містами Німеччини, а також виступила з піснями «Я назову планету именем твоим» та «Не забывай меня» у фіналі «Пісні-16».

### 2017—2021: 70-річний ювілей
22 лютого 2017 року в Crocus City Hall на концерті «Про що співають чоловіки» виконала дві пісні — «На семи ветрах» та «Небеса». 23 березня у Києві у Палаці спорту брала участь у концерті-бенефісі Руслана Квінти.
28 липня 2017 року відбувся ювілейний вечір Софії Ротару у рамках фестивалю «Жара» у Баку, у якому також взяли участь багато інших виконавців, які заспівали пісні Ротару. Прем'єра концерту відбулася 3 вересня на Першому каналі (після цього концерт неодноразово знову показували на різних телеканалах). Під час ювілейного концерту Ротару представила нову пісню «Азербайджан».
7 серпня 2017 року відзначила 70-річний ювілей, з нагоди якого отримала телеграму з привітанням від президента РФ Володимира Путіна.
12 листопада 2017 року отримала свій 12-й «Золотий грамофон» за пісню «На семи ветрах» з рук представниці МЗС рф Марії Захарової.
У фіналі «Пісні-17» виконала пісні «На семи ветрах» та «Сколько бы зима не мела».
У 2018 році не брала участі в російській «Пісні року», натомість виступила в Дюссельдорфі, Німеччина. Також випустила нову пісню «Новогодний вечер».
8 листопада 2019 року отримала звання «Почесна громадянка Буковини». У фіналі «Пісні-19» виконала пісні «Музыка моей любви» та «Вечные небеса». Того ж року виступила на фестивалі Atlas Weekend в Києві.
У фіналі «Пісні-2020» виконала нову версію «Червоної рути» та нову пісню «Сердце размером с Солнце».
У 2021 році випустила нову пісню «Нужны друг другу». Виступила на концерті до Дня металурга у Запоріжжі, а також на «Новій хвилі» у Сочі. У серпні 2021 року отримала відзнаку «Національна легенда України» від президента України Володимира Зеленського «за визначні особисті заслуги у становленні незалежної України та зміцненні її державності, вагомий внесок у розвиток національного мистецтва, багаторічну плідну професійну діяльність». Того ж місяця виступила на великому концерті з нагоди 30-річчя Незалежності України. У фіналі «Пісні-21» виконала нову пісню «Ледяные дожди» та нову версію пісні «Белый танец».
Ротару щорічно брала участь у новорічних шоу як в Україні, так і в Росії, де зазвичай презентувала нові пісні.

### 2022—т.ч.
На початку 2022 року випустила нову пісню «Зимняя ночь». Після початку повномасштабної війни в Україні тимчасово припинила концертну та творчу діяльність.

## Творчість

### Дискографія
- 1972 — «Червона рута»
- 1973 — «Співає Софія Ротару»
- 1974 — «Софія Ротару» (також відомий як «Баллада о скрипках»)
- 1976 — «Софія Ротару» (також відомий як «Лебединая верность»)
- 1977 — «Пісні Володимира Івасюка співає Софія Ротару»
- 1978 — «Софія Ротару» (також відомий як «Родина моя»)
- 1979 — «Только тебе»
- 1981 — «Где ты, любовь?»
- 1981 — «София Ротару и Червона Рута»
- 1985 — «Нежная мелодия»
- 1987 — «Монолог о любви»
- 1987 — «Lavanda»
- 1988 — «Золотое сердце»
- 1991 — «Караван любви»
- 1995 — «Хуторянка»
- 1998 — «Люби меня»
- 2002 — «Я тебя по-прежнему люблю»
- 2003 — «Єдиному»
- 2004 — «Небо — это я»
- 2005 — «Я ж его любила»
- 2008 — «Я — твоя любовь!»
- 2010 — «Я не оглянусь»

### Фільмографія

#### Музичні телефільми
- 1965 — Пісні щасливого краю (документальний)
- 1966 — Соловей із села Маршинці — головна роль
- 1973 — Дністровські мелодії
- 1975 — Пісня завжди з нами — співачка
- 1978 — Співає Софія Ротару
- 1979 — Музичний Детектив
- 1980 — Зірки олімпійської регати
- 1981 — Душа — Вікторія Свободина, співачка
- 1981 — Через десять років. Червона рута (короткометражний)
- 1985 — Вас запрошує Софія Ротару
- 1986 — Монолог про любов
- 1989 — Золоте серце
- 1990 — Караван кохання
- 1991 — Один день біля моря
- 1996 — Старі пісні про головне — бригадирка-ударниця
- 1997 — 10 пісень про Москву
- 1998 — Військово-польовий романс
- 2003 — Шалений день, або Одруження Фіґаро — Марселіна
- 2004 — Снігова Королева — фея квітів
- 2004 — Сорочинський ярмарок — циганка
- 2006 — Перший швидкий — Зіна Тимофеєва
- 2006 — Зоряні канікули — Діва
- 2007 — Королівство кривих дзеркал — Королева / делегат від України
- 2007 — Перший вдома — співачка з телевізора
- 2008 — Краса потребує… — гостя конкурсу «Міс Домогосподарка»
- 2008 — Золота рибка — іспанка
- 2009 — Червоний капелюшок — чарівниця

#### Художні фільми
- 1971 — Червона рута — Оксана
- 1980 — Де ти, любове? — Марчела, вчителька музики
- 1981 — Душа — Вікторія Вікторівна Свободина, співачка

#### Вокал
- 1972 — Схованка біля Червоних каменів
- 1973 — Ні слова про футбол
- 1980 — О, спорте, ти — світ

### Участь у фестивалі «Пісня року»
| Рік  | Пісня | Примітки |
| ---- | --- | --- |
| 1973 | Мой город | |
| 1974 | Баллада о матери Мой город (фрагмент у складі попурі кращих пісень 1973 року)                                                                                          | |
| 1975 | Лебединая верность Яблони в цвету Смуглянка (дует з М. Євремовичем) | |
| 1976 | Верни мне музыку (запис не зберігся) Тёмная ночь (дует з А. Мокренко)                                                                                                  | |
| 1977 | Чайки над водой Родина моя (запис не зберігся) | |
| 1978 | Обычная история Только тебе Отчий дом (дует з К. Ґоттом) | |
| 1979 | А с чем сравнить любовь? Дадим шар земной детям | |
| 1980 | Мой край Ожидание | |
| 1981 | Верь мне Красная стрела | |
| 1982 | Меланколие Вставайте! Родина моя (фрагмент у складі попурі пісень-лауреатів минулих років)                                                                             | |
| 1983 | Счастья тебе, Земля А музыка звучит Гімн демократичної молоді світу (усі артисти)                                                                                      | |
| 1984 | Романтика Не могу забыть | |
| 1985 | Аист на крыше В доме моём | |
| 1986 | Луна, луна Лаванда | |
| 1987 | Было, но прошло Прощальный перрон (вирізана з телеверсії) | |
| 1988 | Только этого мало Золотое сердце | У проміжному випуску також пролунала пісня «Мой потерянный мальчик»                                         |
| 1989 | На танго Дикие лебеди | |
| 1990 | Чем ближе разлука Прикоснись ко мне (вирізана з телеверсії) | У проміжному випуску також пролунала пісня «Снежинка»                                                       |
| 1991 | Караван любви Была не была | У проміжному випуску також пролунала пісня «Чайные розы в купе»                                             |
| 1992 | Горькие слёзы Хуторянка | У 1992 році замість фестивалю «Пісня року» виходила передача «Гіт-парад „Останкіно“»                        |
| 1993 | Пара белых голубей Вкус любви | |
| 1994 | Ночной мотылёк Песня остаётся с человеком (усі артисти) | У проміжному випуску також пролунала пісня «Мечта без крыльев»                                              |
| 1995 | Остров любви Море-море (запис не зберігся) Песня остаётся с человеком (усі артисти)                                                                                    | |
| 1996 | Ночь любви Нет мне места в твоём сердце Лебединая верность (вирізана з телеверсії, зберігся аматорський відеозапис зі зйомок) Песня остаётся с человеком (усі артисти) | |
| 1997 | Твои печальные глаза Было время Свитерок Песня остаётся с человеком (усі артисти)                                                                                      | |
| 1998 | Звёзды как звёзды Лунная радуга Засентябрило (дует з М. Расторгуєвим) Песня остаётся с человеком (усі артисти)                                                         | |
| 1999 | Первый снег Лаванда (нова версія) Луна, луна (нова версія) Хуторянка Песня остаётся с человеком (усі артисти)                                                          | |
| 2000 | Червона рута (нова версія) Melancolie (нова версія) Магазин «Цветы» (нова версія)Песня остаётся с человеком (усі артисти)                                              | |
| 2001 | Не спросишь Другая Песня остаётся с человеком (усі артисти) | |
| 2002 | Жизнь моя, моя любовь Скажешь мне «прости» | Пісні були виконанні в одному з проміжних випусків фестивалю. У фіналі «Пісні року-2002» не брала участі    |
| 2003 | Белый танец Одна калина Песня остаётся с человеком (усі артисти) | |
| 2004 | Белая зима Небо — это я Цветёт малина (дует з М. Басковим) Ты улетишь Песня остаётся с человеком (усі артисти)                                                         | |
| 2005 | Я же его любила Осенние цветы | |
| 2006 | Не люби Один на свете Червона рута (з гуртом ТНМК) | |
| 2007 | Я назову планету именем твоим Сердце ты моё | |
| 2008 | Не уходи Я назову планету именем твоим | |
| 2009 | Я решила сама Было, но прошло (нова версія) | |
| 2010 | Я не оглянусь Капелька любви | |
| 2011 | Глаза в глаза Не зови печаль Песня остается с человеком (усі артисти)                                                                                                  | |
| 2012 | Мы будем вместе Я найду свою любовь (дует з М. Басковим) Белая зима | |
| 2013 | Три дня Научи смеяться Песня остается с человеком (усі артисти) | Пісня «Три дня» була прем'єрою на фестивалі                                                                 |
| 2014 | Ты самый лучший Песня остается с человеком (усі артисти) | |
| 2015 | Давай устроим лето | |
| 2016 | Не забывай меня Я назову планету именем твоим | |
| 2017 | На семи ветрах Сколько бы зима не мела | |
| 2018 | — | Відмовилася від участі в концерті і зйомках програми в Москві, однак взяла участь в концерті в Дюссельдорфі |
| 2019 | Музыка моей любви Вечные небеса | |
| 2020 | Сердце размером с солнце Червона рута (нова версія) | |
| 2021 | Ледяные дожди Белый танец (нова версія) | |

## Звання та нагороди

Зірка Софії Ротару на Алеї зірок в Києві.

### Почесні звання
- 1973 — Заслужена артистка Української РСР
- 1976 — Народна артистка Української РСР
- 1983 — Народна артистка Молдавської РСР
- 1988 — Народна артистка СРСР[126]
- 1994 — Почесна громадянка міста Ялти
- 1997 — Почесна громадянка Автономної республіки Крим — за видатні заслуги у розвитку національної культури, високу виконавську та професійну майстерність, неодноразові перемоги на міжнародних конкурсах естрадної пісні[66]
- 1998 — Почесна громадянка міста Чернівці
- 2013 — Почесна громадянка Кишинева[127]
- 2019 — Почесна громадянка Буковини[114]

### Нагороди

#### Державні нагороди СРСР
- 1978 — Премія Ленінського комсомолу — за високу виконавську майстерність та активну пропаганду радянської пісні
- 1980 — Орден «Знак Пошани» — за велику роботу з підготовки та проведення Ігор XXII Олімпіади
- 1985 — Орден Дружби народів

#### Державні нагороди України

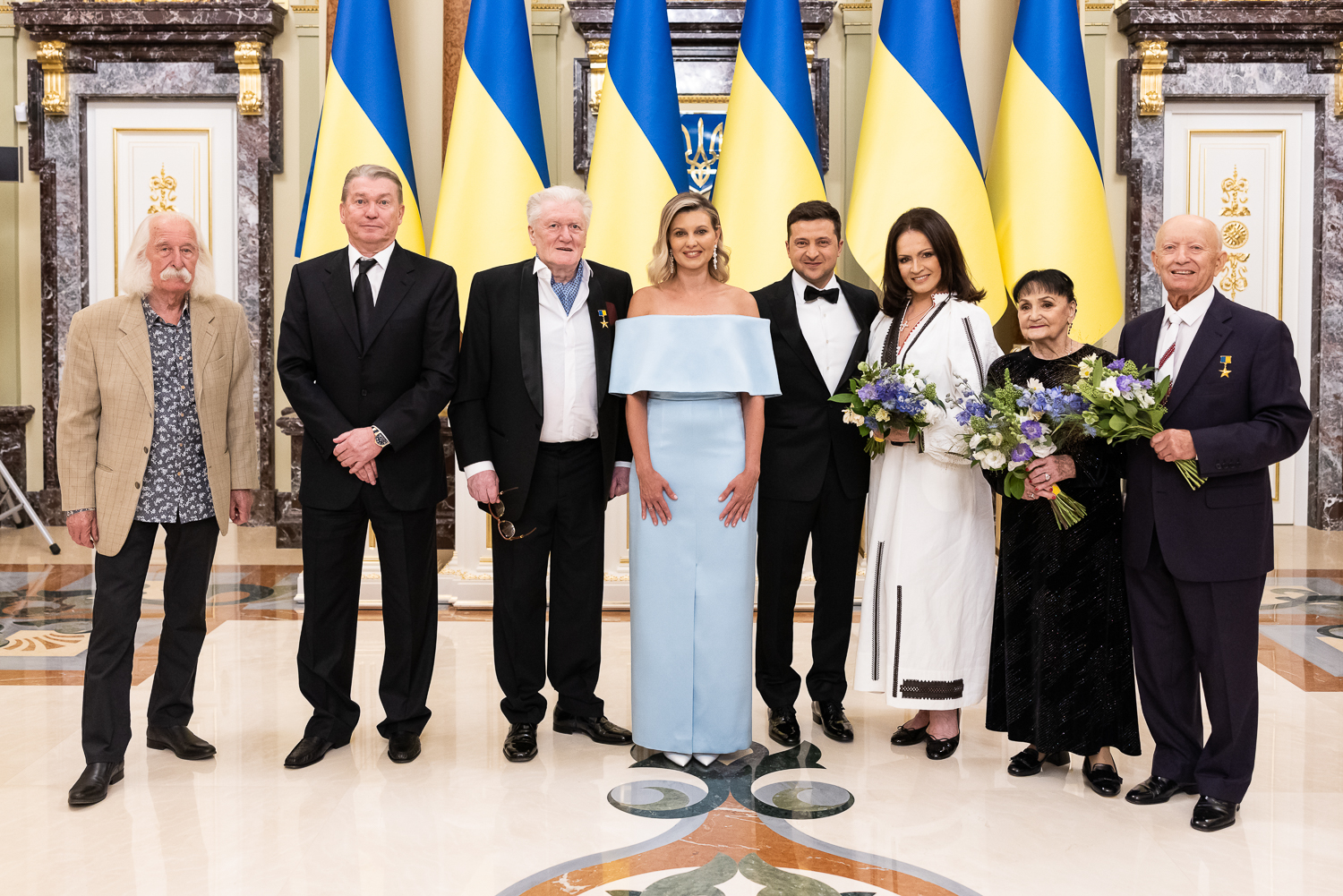
Софія Ротару на церемонії вручення відзнаки «Національна легенда України».

- 1996 — Почесна відзнака президента України — за видатний особистий внесок у розвиток української національної культури та мистецтва, високу виконавську майстерність[61]
- 1999 — Орден княгині Ольги III ступеня — за визначні особисті заслуги у розвитку пісенної творчості, багаторічну плідну концертну діяльність, високу виконавську майстерність[71]Софія Ротару на церемонії вручення відзнаки «Національна легенда України».
- 2002 — Орден княгині Ольги I ступеня — за вагомі трудові досягнення, високий професіоналізм і з нагоди Міжнародного дня прав жінок та світу[128]
- 2002 — Герой України (з врученням ордена Держави) — за видатні заслуги перед Українською державою у розвитку мистецтва, самовіддану працю на ниві збереження національних культурних традицій та примноження пісенної спадщини народів України[82]
- 2007 — Орден «За заслуги» ІІ ступеня — за вагомий особистий внесок у розвиток українського музичного мистецтва, високу виконавську майстерність та багаторічну плідну діяльність[88]
- 2021 — Національна легенда України — за визначні особисті заслуги у становленні незалежної України та зміцненні її державності, вагомий внесок у розвиток національного мистецтва, багаторічну плідну професійну діяльність[129]

#### Державні нагороди Молдови
- 1997 — Орден Республіки — за видатні успіхи у творчій діяльності, особливі заслуги у розвитку та пропаганді музичного мистецтва, високу виконавську майстерність[67]

#### Державні нагороди російської федерації
- 2002 — Орден Пошани — за великий внесок у розвиток естрадного мистецтва та зміцнення російсько-українських культурних зв'язків

### Нагороди міжнародних організацій
- 2013 — Орден «Співдружність» (Міжпарламентська асамблея СНД) — за активну участь у діяльності Міжпарламентської Асамблеї та її органів, внесок у зміцнення дружби між народами держав — учасниць Співдружності

### Призи та премії
- 1962 — Переможниця Новоселицького районного конкурсу мистецької самодіяльності
- 1963 — Диплом першого ступеня на обласному огляді художньої самодіяльності (м. Чернівці)
- 1964 — Лауреатка Республіканського фестивалю народних талантів
- 1968 — Золота медаль та перша премія на IX Всесвітньому фестивалі молоді та студентів (м. Софія, Болгарія)
- 1973 — Перша премія на фестивалі «Золотий Орфей» (Сонячний берег, Болгарія)
- 1974 — Друга премія на Міжнародному фестивалі пісні у Сопоті (Польща)
- 1976 — Премія Ленінського комсомолу Української РСР імені М. Островського
- 1980 — Перша премія Міжнародного конкурсу в Токіо (Японія) (за виконання югославської пісні «Обіцянка»)
- 1981 — Приз журі ВКФ у Вільнюсі (фільм «Де ти, любове?»)
- 1985 — Приз «Золотий диск» Всесоюзної фірми «Мелодія» (за альбоми «Софія Ротару» та «Нежная мелодия»)
- 1996 — Премії імені Клавдії Шульженко «Найкраща естрадна співачка 1996 року»
- 1997 — Почесний приз президента України за визначний внесок у розвиток естрадного мистецтва «Пісенний вернісаж» (м. Київ)
- 1999 — Всеукраїнська премія з музики та масових видовищ «Золота жар-птиця-99» у номінації «Традиційна естрада»
- 1999 — Спеціальна нагорода «За внесок у розвиток вітчизняної поп-музики»
- 1999 — «Людина року» за визнанням «Російського біографічного інституту»
- 1999 — «Жінка року» (м. Київ)
- 2000 — Премія «Овація» — за особливий внесок у розвиток російської естради (м. Москва)
- 2000 — «Людина XX століття», «Краща українська естрадна співачка XX століття» (м. Київ)
- 2000 — «Золотий голос України» (м. Київ)
- 2000 — Премія «Прометей — престиж»
- 2002 — «Зірка України»: закладення іменної зірки в центрі Києва, почесний диплом та пам'ятний нагрудний знак «Зірка української естради»
- 2003 — Національна премія громадського визнання досягнень жінок «Олімпія» Російської Академії бізнесу та підприємництва
- 2007 — Премія президента Білорусі «Через мистецтво — до миру та взаєморозуміння» (Білорусь)
- 2007 — ікона Божої Матері (подарована 3-м президентом України Віктором Ющенком)
- 2008 — Премії «Овація» у номінації «Поп-музика — метри» (м. Москва)
- 2013 — Премія «10 для Молдови» у номінації «Естрадна музика», присуджена в рамках кампанії Publika TV «Десятка для Молдови» (Молдова)

### Музична премія «Золотий грамофон»
Дванадцять разів (2003—2012, 2015, 2017) ставала лауреаткою російської музичної премії «Золотий грамофон», започаткованої радіостанцією «Русское радио»:
| Рік  | Пісня                          | Альбом             |
| ---- | ------------------------------ | ------------------ |
| 2003 | Белый танец                    | Небо — это я       |
| 2004 | Ты улетишь                     | Я ж его любила     |
| 2005 | Я же его любила                | Я ж его любила     |
| 2006 | Не люби                        | Я — твоя любовь!   |
| 2007 | Я — твоя любовь!               | Я — твоя любовь!   |
| 2008 | Я назову планету именем твоим  | Я — твоя любовь!   |
| 2009 | Не уходи                       | Я — твоя любовь!   |
| 2010 | Забирай (дует з О. Газмановим) | Я не оглянусь      |
| 2011 | Я не оглянусь                  | Я не оглянусь      |
| 2012 | Не зови печаль                 | И летит моя душа   |
| 2015 | Давай устроим лето             | Давай устроим лето |
| 2017 | На семи ветрах                 | Давай устроим лето |

## Родина та особисте життя

### Родина

Софія Ротару разом з чоловіком Анатолієм Євдокименком.

- Батько — Михайло Федорович Ротар (1918 — 12 березня 2004), учасник війни, кулеметник, дійшов до Берліна; був бригадиром виноградарів.
- Мати — Олександра Іванівна Ротар (17 квітня 1920 — 16 вересня 1997).
  - Брати — Анатолій Михайлович Ротар,
  - Євгеній Михайлович Ротар (бас-гітаристи та співаки), працювали у Кишинівському ВІА «Оризонт»;
  - Сестри — Зінаїда Михайлівна Ротар (нар. 11 жовтня 1942),
  - Лідія Михайлівна Ротару, співачка,
    - Племінниця — Софія Сергіївна Хлябич, більш відома як Sonya Kay,

  - Аурелія Михайлівна Ротару (нар. 22 жовтня 1958), українська попспівачка, Народна артистка України.
- Чоловік — Анатолій Кирилович Євдокименко (20 січня 1942 — 23 жовтня 2002), музикант, Народний артист України. У шлюбі були з 1968 по 2002 рік.
  - Син — Руслан Анатолійович Євдокименко (нар. 24 серпня 1970) — музичний продюсер, підприємець, директор ТОВ «Villa Sofia».
  - Невістка — Світлана Анатоліївна Євдокименко (нар. 29 березня 1974), виконавча продюсерка, засновниця ТОВ «Villa Sofia».
    - Онук — Анатолій Русланович Євдокименко (нар. 23 березня 1994), музикант, діджей, виступає під псевдонімом SHMN, мешкає в Європі,
    - Онука — Софія Русланівна Євдокименко (нар. 30 травня 2001), модель та співачка, мешкає в США.

7 березня 2022 року на ділянці українсько-молдовського кордону у Могилів-Подільському затримали групу з 9 осіб, які намагалися незаконно перетнути державний кордон України. Серед затриманих були єдиний син Софії Ротару, Руслан, та онук співачки Анатолій Євдокименко.
Починаючи з кінця 1980-х, у концертних програмах Софії Ротару з'являлися її брат Євгеній та сестра Лідія Ротару із гуртом «Черемош». Закінчивши медичне училище та пропрацювавши в поліклініці, Лідія Ротару співала в самодіяльності та була запрошена стати солісткою щойно створеного при Чернівецькій філармонії ансамблю «Черемош». Євгеній закінчив Миколаївський педагогічний інститут, відділення музики та співу, грав на бас-гітарі, співав у популярному молдовському «Оризонті», потім став солістом «Черемошу». Ансамбль «Черемош» було створено наприкінці 1970-х років за Чернівецької філармонії.

### Сценічне ім'я
Село Маршинці, де народилася Софія Ротару, до 1940 входило до складу Румунії. У титрах фільму «Червона рута» Ротару з'являється ще з прізвищем Ротар. У ранніх зйомках ім'я писали як Соф'я. Писати прізвище на молдовський лад із буквою «у» наприкінці порадила Софії Едіта П'єха. Як виявилося, у перекладі з румунської «rotar» означає колісник. Ауріка Ротару каже:

| Ні, це ніхто не придумав, це пов'язано з тим, що це село, в якому ми народилися, колись належало до Румунії, це була територія Румунії, і ось після війни цю територію приєднали до України, і у зв'язку з цим тата викликали у військкомат і сказали, що румунське прізвище треба змінити на українське. Прибрали букву «у» в кінці, замість Ротару стало Ротар, і ось у нас у всіх з'явилося прізвище Ротар. Але насправді, Ротару — правильне прізвище... |
| |

### Благодійність
Відомо, що Софія Ротару займається благодійністю, але не публічно. Понад 15 років вона переказує свою пенсію на лікування дівчинці з Кривого Рогу, а також допомагала медикаментами онкохворим. У 2022 році Ротару заявила, що з початку повномасштабної війни в Україні допомагає фонду «БОН Бокс», який допомагає родичам військових, а також закликала своїх шанувальників теж підтримувати гуманітарні організації.

## У художній літературі
- Раззаков Ф. І. — «Як кохають кумири. Зіркові романи: Ніжність» — М.:Ексмо, 2010. — 640 с. — ISBN 978-5-699-38925-4

- Раззаков Ф. І. — «Пугачова проти Ротару: Великі суперниці» — М.: Ексмо, 2011. — 544 с. — ISBN 978-5-699-51534-9
- Раззаков Ф. І. — «Софія Ротару та її мільйони» — М.: Алгоритм, 2012. — 470 с. — ISBN 978-5-4438-0159-9

Героїня роману Мирослава Лаюка «Баборня» — 71-річна вчителька біології Марія Василівна є прихильницею Софії Ротару, внаслідок цього співачка постає одним з наскрізних образів творів.
П'єса Олеся Барліга «Демона викликаю, Тамаро» містить згадку про Софію Ротару.
Поет Андрій Вознесенський присвятив Софії Ротару вірш «Голос» (1977).

## Виступи в Росії після анексії Криму
Попри анексію Криму та російську агресію на Донбасі Софія Ротару продовжувала виступати з концертами у містах Росії.
У 2011 році виступила у день народження чеченського диктатора Рамзана Кадирова у місті Грозний.
У 2019 році взяла участь у «Блакитному вогнику» на майданчику «Мосфільму».
У 2019 році почалося цькування завдяки Ангеліні Вовк. Росіяни підтримали й висловили критику за можливе спонсорування АТО, звинувачували в підтримці України, коли стало відомо, що Ротару хоче виступити в Росії. Пізніше концертний директор артистки Сергій Лавров заявив, що артистка ніколи не спонсорувала АТО, попри слова сестри Лідії Ротару. У цьому ж році бізнес Софії Михайлівни в Ялті, який належав сину Руслану та невістці Світлані, був закритий.
У 2020 році Ротару продовжила виступати в Росії, чим викликала обурення частини українського суспільства.
У 2021 році виступала на конкурсі «Нова Хвиля» у Сочі, а згодом взяла участь у новорічних зйомках у Росії.
У 2021 року виступила на концерті «Песня года 2022» у Москві.
Однак слід зазначити, що гастрольну діяльність на території Росії Ротару припинила у 2014 році.

## Громадянська позиція
Під час «Помаранчевої революції» 2004—2005 років в Україні разом із сім'єю роздавала їжу людям, які прийшли на Майдан Незалежності в Києві, незалежно від їхніх політичних поглядів.
У 2006 році брала активну участь у виборах до парламенту України, балотуючись у народні депутатки під другим номером у списку Блоку Литвина. Проводила великий агітаційний благодійний тур містами України, проте блок не набрав необхідної кількості голосів і не пройшов до парламенту. Серед головних причин, чому Софія Ротару підтримувала саме цей блок, вона називала особисту довіру до врівноваженості Володимира Литвина, а також інтерес до лобіювання закону про меценатство в Україні.
За повідомленнями ЗМІ, після анексії Криму росією у 2014 році не прийняла російське громадянство.
Ауріка Ротару, сестра співачки, в одному зі своїх інтерв'ю сказала, що вся сім'я чекає на повернення Криму, чим обурила російських політиків.
Коли Росія напала на Україну в лютому 2022, співачка підтримала Україну. До свого 75-річчя з Києва, де перебувала весь час, вирушила у Маршинці. У свій день народження артистка оголосила про допомогу благодійному фонду «БОН БОКС». Син Ротару розповів, як проходить день народження: «Мамі дзвонять з усього світу, і тост її буде — „За мир!“». Серед колег привітали публічно Софію Ротару Наталія Могилевська, Віталій Козловський, Філіп Кіркоров та Анна Нетребко. А також яскравий сюжет до ювілею зробив телеканал 1+1.